# Лёгкая атлетика на летних Олимпийских играх 1896 — марафон
Соревнование по марафону среди мужчин на летних Олимпийских играх 1896 прошло 10 апреля. Приняли участие 17 спортсменов из пяти стран. Маршрут проходил от города Марафона до Афин, дистанция составляла 40 километров.

## Призёры
| Золото               | Серебро                   | Бронза                 |
| Спиридон Луис Греция | Харилаос Василакос Греция | Дьюла Келльнер Венгрия |

## Соревнование
| Место | Спортсмен                   | Результат  |
| ----- | --------------------------- | ---------- |
| 1     | Спиридон Луис (GRE)         | 2:58:50 OR |
| 2     | Харилаос Василакос (GRE)    | 3:06:03    |
| 3     | Дьюла Келльнер (HUN)        | 3:06:35    |
| 4     | Иоаннис Вреттос (GRE)       | Неизвестен |
| 5     | Элетхериос Папасимеон (GRE) | Неизвестен |
| 6     | Димитриос Делигианнис (GRE) | Неизвестен |
| 7     | Евангелос Геракакис (GRE)   | Неизвестен |
| 8     | Стаматиос Масурис (GRE)     | Неизвестен |
| 9     | Сократис Лагудакис (GRE)    | Неизвестен |
| —     | Артур Блейк (USA)           | DNF        |
| —     | Георгиос Григору (GRE)      | DNF        |
| —     | Иллиас Кафецис (GRE)        | DNF        |
| —     | Иоаннис Лаврентис (GRE)     | DNF        |
| —     | Альбен Лермюзьо (FRA)       | DNF        |
| —     | Димитриос Христопулос (GRE) | DNF        |
| —     | Тедди Флэк (AUS)            | DNF        |
| —     | Спиридон Белокас (GRE)      | DSQ        |

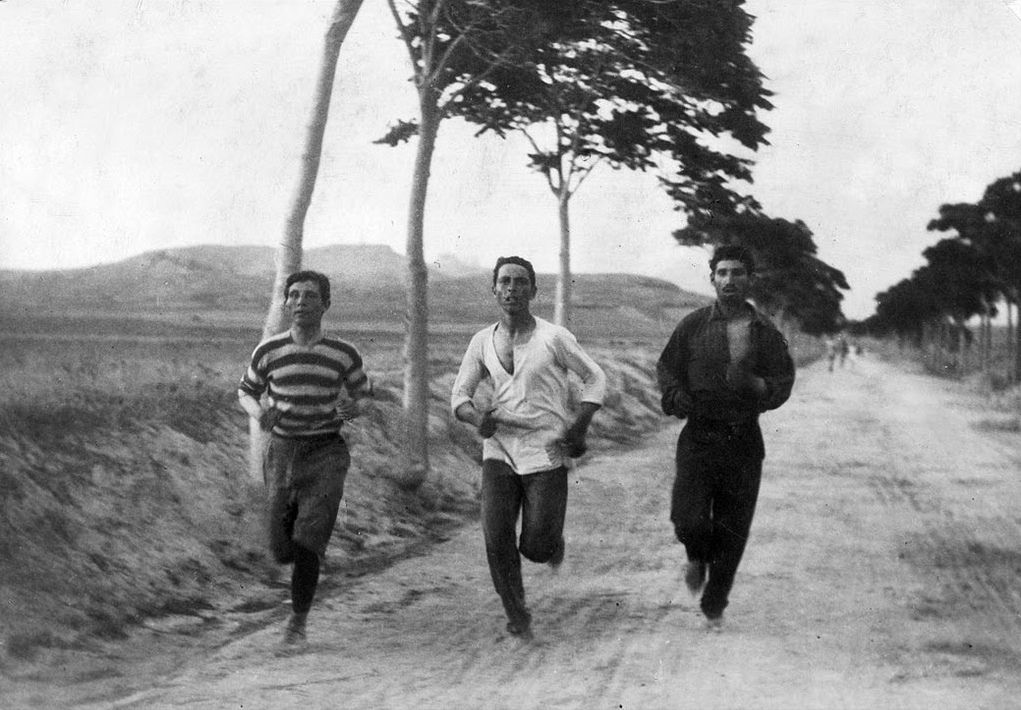
Атлеты во время марафона

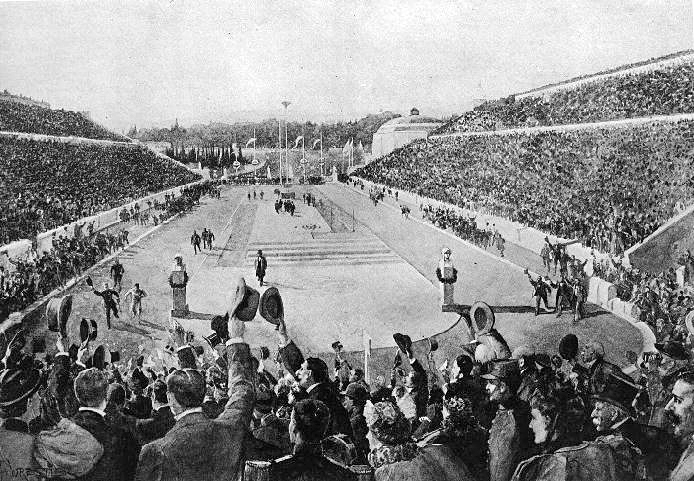
Спиридон Луис вбегает на стадион

С самого начала лидерство занял француз Альбен Лермюзьо, неподалёку от него были австралиец Тедди Флэк, американец Артур Блейк и несколько греков. Так продолжалось до 23-го километра, когда Блейк сошёл с дистанции. Через 9 километров закончил гонку лидер забега Лермюзье. На 33-м километре лидеров догнал грек Спиридон Луис. После того, как Флэка обогнали Харилаос Василакос, Спиридон Белокас и Дьюла Келльнер, австралиец прекратил гонку.
Гонка заканчивалась на Мраморном стадионе, на котором в тот день собралось много народу. Первым прибежал Луис, который, став единственным греческим чемпионом в лёгкой атлетике, после своей победы стал национальным героем. После него финишировали Василакос, Белокас и Келлнер. Однако выяснилось, что Белокас часть пути проехал на повозке, и его дисквалифицировали. Всего финишировали лишь 9 из 17 спортсменов.